# Liubce, Rojîșce
Liubce (în ucraineană Любче) este o comună în raionul Rojîșce, regiunea Volînia, Ucraina, formată numai din satul de reședință.

## Demografie
Componența lingvistică a satului Liubce
     Ucraineană (99,19%)
     Alte limbi (0,8%)
Conform recensământului din 2001, majoritatea populației satului Liubce era vorbitoare de ucraineană (99,19%), existând în minoritate și vorbitori de alte limbi.